# ألكسندر باريل
ألكسندر بريل (ولد عام 1979 في غرونبي، كيبيك)، هو كاتب كندي وأستاذ مشارك منذ عام 2018 في كلية الخدمة الاجتماعية في جامعة أوتاوا. يركّز في أبحاثه على التنوع الجنسي والجندري، وتنوع الأجساد (الإعاقة والصحة)، والتنوع اللغوي. يعتبر بريل عمله تقاطعياً، إذ يجمع بين دراسات الكوير، والمتحولين جنسياً، والنسوية، والجندر، إضافة إلى علم اجتماع الجسد، والصحة، والحركات الاجتماعية، وعلم الانتحار النقدي.

## حياته
التحق بريل بجامعة شيربروك، وحصل على درجة البكالوريوس في الفلسفة مع تخصص فرعي في اللاهوت (2000–2003)، وكذلك درجة الماجستير في الفلسفة (2003–2005) من قسم الفلسفة والأخلاقيات التطبيقية. حصل على أعلى مرتبة شرف عن أطروحته التي جاءت بعنوان: "جوديث باتلر والنسوية ما بعد الحداثية: تحليل نظري ومفاهيمي لمدرسة فكرية مثيرة للجدل"، وقد نشر لاحقاً العديد من المقالات حول الفلسفة السياسية لجوديث باتلر استناداً إلى هذا العمل.
بعد إنهائه لدرجة الماجستير، تابع بريل دراساته للحصول على الدكتوراه في الفلسفة (2006–2010) في جامعة كيبيك في مونتريال، حيث أكمل جميع متطلبات البرنامج باستثناء الأطروحة. ثم انتقل إلى جامعة أوتاوا لبدء دكتوراه ثانية في دراسات المرأة (2010–2013) في معهد الدراسات النسوية والجندرية. وقد حصلت أطروحته التي كانت بعنوان: "المعيارية الجسدية تحت مشرط الجراحة: (إعادة) التفكير في التقاطعية والتضامن بين الدراسات النسوية والمتحولين والإعاقة من خلال الترانسكسوالية والقدرة على التحول الجسدي"، على أعلى مرتبة شرف وجائزة بيير لابيرج التي تُمنح لأفضل أطروحة في العلوم الإنسانية.
بين عامي 2014 و2015، حصل على زمالة ما بعد الدكتوراه من مجلس البحوث في العلوم الاجتماعية والإنسانية في كندا. أجرى أبحاث ما بعد الدكتوراه في الولايات المتحدة، في جامعة مدينة نيويورك وجامعة ويسليان. وقد تناول هذا البحث، الذي أُجري بالتعاون مع عالمة الاجتماع فيكتوريا بيتس-تايلور، علم اجتماع الجسد والحركات الاجتماعية. وخلال هذه الفترة، شغل بريل أيضاً منصب أستاذ مساعد زائر في جامعة ويسليان، حيث درّس مقررات تتعلق بتعديلات الجسد والحركات الاجتماعية.
عاد إلى جامعة أوتاوا ليشغل منصب أستاذ مساعد بديل في معهد الدراسات النسوية والجندرية في العام الدراسي 2015–2016. قام بتدريس عدة مقررات، من بينها مقررات حول النظرية الكويرية والنظرية النسوية باللغتين الفرنسية والإنجليزية.
في عام 2016–2017، حصل على منحة إسحاق والتون كيلام لمتابعة أبحاث ما بعد الدكتوراه في العلوم السياسية في جامعة دالهاوسي.
في عام 2018، قبل بريل منصب أستاذ مساعد في كلية الخدمة الاجتماعية بجامعة أوتاوا. وقد تم توظيفه لإجراء أبحاث حول التقاطعية والتنوع، بما يشمل التنوع الجنسي، والجندري (المتحولين جنسياً)، وتنوع الأجساد (الإعاقة)، والتنوع اللغوي. ويُعد هذا التعيين لحظة تاريخية بالنسبة للمتحولين جنسياً ولدراسات المتحولين في كندا، إذ كان بريل أول شخص متحول ناطق بالفرنسية في تاريخ كندا يتم توظيفه كأستاذ متخصص في دراسات المتحولين لتدريس التنوع الجنسي والجندري باللغة الفرنسية.

## مهنته
بريل ناشط ومتحدث عام يدافع عن حقوق المتحولين جنسياً، والأشخاص ذوي الإعاقة، والأشخاص الذين تراودهم أفكار انتحارية. في مقابلاته الإعلامية، وصف بريل العنف والتمييز الذي يتعرض له المتحولون والفئات المهمشة. كما يندد بعدم المساواة الاجتماعية التي تعاني منها هذه المجتمعات، ويطرح حلولاً لإنهائها.
تمثّل المصطلحات الجديدة التي صاغها واستخدمها باللغة الفرنسية مساهمات في العديد من مجالات الدراسة، بما في ذلك دراسات المتحولين جنسياً، ودراسات الجندر، ودراسات الإعاقة، وعلم الانتحار النقدي.

## الجوائز
في كانون الأول 2017، مُنح بريل لقب "شخصية الأسبوع" من قبل راديو كندا (هيئة الإذاعة الكندية) تقديراً لمشاركته الإعلامية بعد تعيينه في جامعة أوتاوا. وكما ورد في عدة مقابلات ومقالات، فإن بريل هو أول شخص متحول جنسياً يتم توظيفه من قبل جامعة كندية لتدريس التنوع الجندري والجنسي باللغة الفرنسية.
في عام 2011، حصل بريل على جائزة لانا سان سير من منظمة المساعدة للمتحولين والمتحولات جنسياً في كيبك (ATQ)، تقديراً لدوره الكبير في تنظيم أول احتجاج للمتحولين جنسياً في تاريخ كيبك، والذي أُقيم في 17 حزيران 2010 في مونتريال. في ذلك الوقت، كان بريل ناشطاً في مجموعة بوليتيك – كوير سوليدير، وهي مجموعة تنشط ضد جميع أشكال القمع والاستبعاد الهيتروسكسيستي والسيزجندري في كيبك.
شارك في تظاهرة عام 2010 نحو 200 شخص، من ضمنهم منظمات مجتمعية تدافع عن حقوق المتحولين جنسياً، وشخصيات بارزة من الأوساط القانونية والأكاديمية والسياسية. وطالب المتظاهرون بإجراء تغييرات على القوانين المعمول بها في كيبك، والتي كانت تفرض الخضوع للتعقيم القسري على من يسعون لتغيير المؤشر الجندري في حالتهم المدنية، بالإضافة إلى المطالبة بطرق أكثر سهولة لتغيير الاسم.
في عام 2025، مُنح بريل ميدالية تتويج الملك تشارلز الثالث، تقديراً لمساهماته في كندا من خلال أبحاثه الأكاديمية وخدمته للفئات المهمشة في البلاد.

## الأبحاث
يُوصَف بريل بأنه من أوائل الباحثين المتحولين جنسياً في كندا الذين نشروا أعمالاً حول قضايا المتحولين من منظور ناشط متحول باللغة الفرنسية. أول مقال له حول هذه القضايا نُشر عام 2009، وكان بعنوان: "الترانسكسوالية والامتيازات الذكورية: خيال أم واقع؟". ومن منظور ناشط متحول، صاغ بريل عدة مصطلحات جديدة تُعد أكثر ملاءمة واحتراماً لوصف أشكال القمع التي تعاني منها الفئات المهمشة التي يهتم بها.
تتضمن أطروحته لنيل درجة الدكتوراه مسرداً تحليلياً يُعرض فيه هذا المعجم المرتبط بدراسات الترانس والإعاقة. وتسمح هذه المصطلحات الجديدة باستكشاف الديناميات القمعية التي تعيد إنتاجها الحركات الاجتماعية أو تُمارَس ضمنها، كما تشجّع على التفكير النقدي في أوجه القصور والحدود التي تعاني منها تحليلات التقاطعية في صيغتها الراهنة.
وعلى الرغم من أن باحثين كنديين كانوا قد نشروا أعمالاً حول قضايا المتحولين جنسياً قبل بريل، إلا أن هذه الأعمال كانت باللغة الإنجليزية، ومن قبل ناطقين بالإنجليزية. ومن بين هؤلاء الباحثين العاملين في جامعات كندية ناطقة بالإنجليزية: جين هاريتاوورن، وآرون ديفور، ودان إيرفينغ، وتريش صلاح، وبوبي نوبل، وفيفيان ناماستي.
أما في سياق الجامعات الناطقة بالفرنسية، فهناك لاين شامبرلاند، الحاصلة على كرسي البحث في رهاب المثلية، وآني بولان سانفاسون، المشاركة في تأسيس منظمة "أطفال مبدعون جندرياً كندا" وأستاذة في جامعة مونتريال، وهما تعملان على قضايا المتحولين، لكنهما لا تُعرفان نفسيهما كمتحولتين جنسياً.

### السيزنورماتيفية / السيزجندرنورماتيفية
استناداً إلى مفهوم "الهيترو نورماتيفية" (اللامثلية المعيارية)، يمكن تعريف السيز (الجندرية) المعيارية بأنها "البُعد المعياري للنظام السائد السيزجندري، الذي يفهم الأشخاص الذين يطابقون بين هويتهم الجندرية والجنسية التي أُسندت إليهم عند الولادة على أنهم أكثر طبيعية من أولئك الذين يقررون العيش بجندر آخر و/أو الانتقال الجندري". يُعزز هذا النظام المعياري السائد أحكاماً سلبية وتمييزاً وعنفاً ضد الأشخاص المتحولين جنسياً، بينما يُقصي تجاربهم وواقعهم.
مفهوم "السيزجندرنورماتيفية" هو مصطلح جديد يشير إلى معيارية خاصة بالهويات السيزجندرية والسيزجنسية. وهو يشير، بالتالي، إلى نمط معياري مرتبط بجندر الشخص.
بريل هو أول من صاغ وعرّف مفهومي السيزنورماتيفية والسيزجندرنورماتيفية باللغة الفرنسية في مقاله عام 2009 حول الامتيازات الذكورية. وقد وسّع هذه المفاهيم في أطروحته عام 2013. نُشر مقاله في الوقت نفسه الذي صدر فيه مقال بوير وآخرين بعنوان: "لا أظن أن هذا تنظير؛ هذه حياتنا: كيف يؤثر الإقصاء على الرعاية الصحية للمتحولين جنسياً" (2009)، والذي يُعد أول مقال يُعرّف مفهوم السيزنورماتيفية باللغة الإنجليزية.

### النسوية العابرة
النسوية العابرة هي "تعاون نظري وسياسي بين دراسات النسوية ودراسات المتحولين جنسياً"، وتهدف إلى محاربة التمييز الجنسي ورهاب المتحولين. يأخذ هذا التيار النسوي في الاعتبار التجارب المتعددة والمتنوعة للنساء، بما في ذلك تجارب النساء والرجال المتحولين جنسياً.
وقد استخدم بريل هذا المصطلح وعرّفه للمرة الأولى في العمل الأكاديمي باللغة الفرنسية، حيث اعتمد هذا التوجه لتحليل الامتيازات الذكورية لدى الرجال المتحولين. وقد استُلهم عمله من الناشطة والباحثة إيمي كوياما.

### القدرة على التحول الجسدي
يشير مصطلح "القدرة على التحول الجسدي" إلى حاجة شخص غير معاق إلى تحويل جسده لاكتساب إعاقة. ويؤكد هؤلاء الأشخاص أن تجربتهم لا ينبغي أن تُفهم ببساطة على أنها قرار أو "اختيار"، بل على أنها حاجة لتعديل قدرات جسدية معينة، وهي لا تقتصر بالضرورة على حالات البتر. ويبتعد هذا المفهوم عن النماذج الطبية والجنسية التي تفضل استخدام مفاهيم مثل "هوس البتر" واضطراب هوية سلامة الجسد.
لم يكن بريل هو من صاغ مصطلح transabled بالإنجليزية، بل صاغه نشطاء متحولون جسدياً. غير أن بريل قام بترجمته وابتكار المقابل الفرنسي له. ويُشتق هذا المصطلح من كلمة able التي "تشير إلى قدرات متعددة: جسدية، عقلية، نفسية، إلخ، دون أن تُمنح القيم الإيجابية أو السلبية المرتبطة بمصطلحات مثل قادر/غير قادر، أو الصلاحية، بل تدل فقط على وجود أو غياب القدرة".
صاغ بريل هذه المصطلحات في أطروحته عندما أدرك غياب الأعمال التي تتناول واقع الأشخاص ذوي الإعاقة ضمن تحليلات نسوية تقاطعية. وكان هدفه فهم تطور "الخطابات التفسيرية (من حيث الأسباب وطرق العلاج المقترحة) حول إمكانية التتبع، وتأثير هذه الخطابات على تقبّل شهادات الأشخاص المتحولين جسدياً، سواء بالإيجاب أو السلب".
وأمام غياب مصطلحات محترمة باللغة الفرنسية، اختار بريل ابتكار مفردات جديدة لتفادي استخدام مصطلحات قائمة ذات دلالات سلبية قد تسيء إلى واقع هؤلاء الأشخاص.

### الترانسية
تشير "الترانسية" إلى حالة كون الشخص متحولاً جنسياً، أو إلى الوجود في موقع الترانس. هذا المصطلح الجديد مستوحى من الكلمة الإنجليزية transness.
وقد صاغ بريل هذا المصطلح عام 2014، لاستخدامه في عرض علمي عام 2015. وقد بدأ تداول هذا المصطلح عبر الإنترنت منذ عام 2014، وتبنّته رسامة القصص المصورة صوفي لابيل في عام 2015 ضمن سلسلتها المصورة Assignée garçon (التي تُعرف بالإنجليزية بعنوان Assigned Male).

### الانتحارية المعيارية
تشير "الانتحارية المعيارية" إلى "نظام قمعي (مبني على وجهات نظر غير انتحارية) يشمل بُنى معيارية وخطابية وطبية وقانونية واجتماعية وسياسية واقتصادية ومعرفية، يتعرض فيها الأشخاص الانتحاريون لأشكال متعددة من الظلم والعنف".
في مجال دراسات الانتحار (أو علم الانتحار)، يُعتبر بريل أول من نظّر لاضطهاد الأشخاص الانتحاريين من منظور تقاطعي، ومناهض للإعاقة، ومناهض للتمييز على أساس الصحة النفسية. ولتحقيق ذلك، استلهم أفكاره من النظريات التي طرحها روبرت ماكروير عام 2006، بالإضافة إلى مجال دراسات الإعاقة النقدية، بهدف "تفسير الأفكار والسلوكيات الانتحارية". وقد ابتكر ما يسميه "النموذج الاجتماعي-الذاتي للإعاقة".
يرى بريل أنه ينبغي السماح للأشخاص الانتحاريين بالتحدث بحرية عن أفكارهم، ليس فقط من أجل إثراء مقاربات الوقاية من الانتحار، بل أيضاً لمساعدة أولئك الذين لديهم رغبة عميقة ومستقرة في الموت، من خلال اتباع منهج قائم على تقليل الأذى. وهذه وجهة نظر تُرفض من قبل مجتمع الوقاية من الانتحار، وكذلك من قبل مجتمع حقوق ذوي الإعاقة عموماً، الذي يعارض غالباً المساعدة الطبية على الانتحار.
ويشير بريل إلى أن الأشخاص الانتحاريين يُستثنون من تحليلات التقاطعية في الحركات الاجتماعية، وأن الحركات المناهضة للاضطهاد تعيد إنتاج القمع الذي يتعرض له هؤلاء من خلال خطابات أبوية وتمييزية ضد الإعاقة وضد الصحة النفسية.
في عام 2023، وسّع بريل مفهوم "الانتحارية المعيارية" في كتابه المعنون: تفكيك الانتحارية المعيارية: مقاربة ترانس، كوير، كريب لإعادة التفكير في الانتحار (المُساعَد). استناداً إلى دراسات الكوير، والمتحولين جنسياً، وكريب، والمجانين، يتحدى بريل وجهات النظر السائدة حول الانتحار والأمر المفروض بالعيش، ويدعو إلى تحليل أعمق للأنظمة الاجتماعية المتعددة والمتشابكة التي تروّج لما يسميه "العيش القسري"، وما ينجم عنه من أذى موجه ضد الأشخاص الانتحاريين.
فيما يتعلق بانتحارية مجتمع الميم، يستعرض بريل كيف أن المقاربات الحالية للوقاية من الانتحار داخل هذا المجتمع تعتمد غالباً على المراقبة والإكراه، مما يعيد إنتاج قمع الانتحارية المعيارية، خاصةً لأولئك الذين يحملون هويات متعددة ومهمشة. وبدلاً من ذلك، يدعو إلى تبني نهج كويري وترانسي في مقاربة الانتحار، يأخذ في الاعتبار كيف أن الوقائية تعزز مختلف أشكال "الـ -إيزم" (كالتمييز والعنصرية والتمييز الجندري وغيرها)، ويقترح بدلاً من ذلك إعطاء الأولوية للموافقة وتقرير المصير.
كذلك يناقش بريل كيف أن الفهم السائد للانتحار، وحتى التشريعات المتعلقة بالانتحار المُساعَد، تعيد إنتاج التمييز ضد ذوي الإعاقات وضد المصابين باضطرابات نفسية. ويقترح بديلاً عن ذلك ما يسميه "التقعيد" و"الجنونة" للانتحارية، بهدف وضع وجهات نظر مجتمعات ذوي الإعاقة وذوي التجارب النفسية في مركز النقاش.
وعلاوة على ذلك، يطرح بريل حجة جذرية مفادها أن اتباع نهج يؤكد على حق الانتحار ضمن إطار الحقوق الإيجابية قد يُساهم في تقليل عدد حالات الانتحار، من خلال السماح للأشخاص الانتحاريين بمناقشة أفكارهم بحرية ودون الخوف من التدخلات غير التوافقية أو القسرية.

### إعادة التفكير في الموافقة من خلال الصور الحميمة للأشخاص المتحولين جنسياً في الإعلام
يهتم بريل بكيفية استغلال الإعلام المفرط لقضايا المتحولين جنسياً دون النظر إلى العواقب المحتملة أو رفاه المجتمعات المعنية. يدرس بريل كيفية تَشييء وتَجنيس الأجساد الترانسية في الإعلام، ويدعو في أعماله إلى تطوير مقاربة أخلاقية للتفكير النقدي في الآثار المحتملة التي قد تتركها التمثيلات الإعلامية التي تركز على الحياة الحميمة للأشخاص المتحولين جنسياً.
وفي أحد مقالاته، يقترح أن "نبدأ حواراً مع العاملين في المجال الإعلامي، ونشجع على تطوير مقاربات أخلاقية معقدة بشأن موافقة الفئات المهمشة، بما في ذلك الأشخاص المتحولين جنسياً، على النشر العلني للصور الحميمة."

## المنشورات
- ألكسندر باريل ، "التخلص من الانتحار: نهج متحول جنسيًا، مثلي الجنس، ومريض عقليًا لإعادة التفكير في الانتحار (بمساعدة)" ، ٢٠٢٣
- ألكسندر باريل ومارجوري سيلفرمان، حياة منسية: كبار السن المتحولون جنسياً الذين يعيشون مع الخرف عند تقاطع التمييز على أساس الجنس، والتمييز على أساس الإعاقة/الإدراك، والتمييز على أساس السن ، الجنسيات، 2019.
- ألكسندر باريل، مشكلة الهوية الجنسية: تحليل لنقص تمثيل أساتذة الجامعات المتحولين جنسياً في الجامعات الكندية ، كياسما، العدد 5، 2019، ص. 90-128.
- ألكسندر باريل، المجتمع المعترف، الاعتراف بالسيستم: إعادة التفكير في الموافقة من خلال الصور الحميمة للأشخاص المتحولين جنسياً في وسائل الإعلام ، فرونتيرز: مجلة دراسات المرأة، 39، 2، 2018، ص. 1-25.
- ألكسندر باريل، التقنيات الجسدية لقانون المساعدة الطبية في الموت في كندا: خطابات LGBTQ حول الانتحار والأمر القضائي بالعيش ، التقنيات الجسدية، 7، 2، 2017، ص. 201-217.
- ألكسندر باريل، التقاطع، هل ضاع في الترجمة؟ (إعادة) التفكير في التقاطعات بين التقاطعية الناطقة بالإنجليزية والناطقة بالفرنسية ، أتلانتس: دراسات نقدية في النوع الاجتماعي والثقافة والعدالة الاجتماعية، 38، 1، 2017، ص. 125-137.
- ألكسندر باريل، "دكتور، هل أنا ناطق باللغة الإنجليزية محاصر في جسد ناطق بالفرنسية؟" تحليل تقاطعي لوقت النسخ في المجتمعات التي تؤمن بالقدرة، والمجتمعات التي تؤمن بالمساواة بين الجنسين، والمجتمعات التي تؤمن بالمساواة بين الجنسين ، مجلة دراسات الإعاقة الأدبية والثقافية، 10، 2، 2016، ص. 155-172.
- ألكسندر باريل، المتحولون جنسياً/النسويون الفرنكوفونيون: الغياب، الصمت، الظهور ، TSQ: دراسات المتحولين جنسياً، 3، 1/2، 2016، ص. 40-47.
- ألكسندر باريل، "كيف تجرؤ على التظاهر بأنك معاق؟" تجاهل الأشخاص المتحولين جنسياً ومطالباتهم في حركات ودراسات الإعاقة ، الإعاقة والمجتمع، 30، 5، 2015، ص. 689-703.
- ألكسندر باريل، الحاجة إلى اكتساب إعاقة جسدية/إعاقة: إعادة التفكير في العلاقة بين دراسات التحول الجنسي والإعاقة من خلال التحول الجنسي ، هيباتيا: مجلة الفلسفة النسوية، 30، 1، 2015، ص. 30-48.
- ألكسندر باريل، التحول الجنسي باعتباره إعاقة: إعادة التفكير في التقاطعات بين تجسيدات المتحولين جنسياً والمعاقين ، المراجعة النسوية، 111، 2015، ص. 59-74.
- ألكسندر باريل وك. تريفينين، استكشاف الإعاقة والتمييز ضد المرأة في تصور "اضطرابات" الهوية والجنس ، المراجعة السنوية لعلم النفس النقدي، 11، 2014، ص. 389-416.